# Новотроїцьке городище
Новотрóїцьке городи́ще — залишки слов'янського укріпленого поселення 8—9 ст.
Городище роменської культури розташоване неподалік від хутора Новотроїцьке, що поблизу села Пристайлове Сумської області. Житлові напівземлянки, господарські споруди, знаряддя, зброя.
Пам’ятка відома з початку 20 ст. 1948 обстежене, 1952 —54 — повністю розкопане Іваном Ляпушкіним. Штучні укріплення відсутні. Досліджено 48 напівземлянкових жител стовпової та зрубної конструкції з кубоподібними глиняними печами, вирізаними в материкових останцях, господарські та виробничі споруди, льохи. Зібрана багата колекція залізних знарядь праці, ліпного посуду та прикрас із кольорових металів, більшість з яких походить із 2-х скарбів.